# カトリック湯江教会
カトリック湯江教会（カトリックゆえきょうかい）は、長崎県諫早市高来町にある、キリスト教（カトリック）の聖堂。

## 解説
1960年12月、養護老人ホーム聖フランシスコ園の付属教会として開設。
司牧区域内に一般信徒の数は少なく、施設利用者及び施設内に居住する独身職員が主たる対象となっている。